# Corsa lignicolora
Corsa lignicolora är en fjärilsart som beskrevs av Walker 1857. Corsa lignicolora ingår i släktet Corsa och familjen nattflyn. Inga underarter finns listade i Catalogue of Life.